# Parité (médecine)
La parité d'une femme est en gynécologie obstétrique le nombre de grossesses ayant atteint l'âge de viabilité (24 semaines). En démographie, c'est le nombre d'accouchements, bien que le terme soit parfois utilisé au sens de nombre d’enfants mis au monde, en incluant ou en excluant les mort-nés
« -pare, -parité » vient du latin  parus, de parere qui veut dire « engendrer ». On retrouve ce suffixe dans « parturition » qui est l'action de mettre bas chez les mammifères et dont le terme pour l'humain est « accouchement ».
En français, le terme participe par son radical à la construction d'adjectifs :
- une nullipare est une femme dont la parité est nulle, qui n'a jamais accouché ;
- une primipare est une femme qui accouche ou a accouché pour la première fois ;
- Dès qu'une femme a accouché pour la seconde fois ou a accouché au moins deux fois, on utilise le terme « multipare » ; lorsque la femme a accouché plus de cinq fois, on parle de « grande multipare ».

Exemples de situations particulières :
- Une femme accouchant, pour la première fois, de jumeaux vivants, a une parité égale à 2.
- Une femme ayant fait une fausse couche lors de sa première grossesse sera qualifiée de primigeste — car elle a bien été enceinte — mais pas de primipare — car sa grossesse n'est pas allée jusqu'à l'accouchement d'un enfant vivant — elle reste donc nullipare.
- Une quatrième gestation nullipare est une femme enceinte pour la quatrième fois mais dont les trois premières grossesses n'ont pas abouti favorablement quelle que soit la cause.